# José Ezquerra
José Ezquerra Berges (Vinaceite, Teruel, 1880 - 1965) fue importante activista en pro del movimiento en favor de los ciegos en España.
Perdió su capacidad visual a los 13 años. En 1905 fundó la "Real Asociación Española en favor de los ciegos".
Fue fundador y presidente de la Organización Nacional de Ciegos, predecesora de la ONCE, entre 1945 y 1959.
Fue esperantista desde el año 1907 y fue un activo participante en el movimiento esperantista. Fundó la Sección Esperantista de Ciegos en la Hispana Esperanto-Federacio o Federación Española de Esperanto, cuyo primer presidente fue. Su influencia personal, como hombre público contribuyó enormemente a eliminar dificultades en ambos movimientos sociales en la época de después de la Guerra Civil.
Publicó gramáticas de Esperanto en Braille y tradujo muchas obras en sistema Braille. 
- Datos: Q11685793